# دریاچه آهیر
دریاچه آهیر (ترکی استانبولی: Ahır Gölü) یک دریاچه در استان ارزروم کشور ترکیه است.